# St.-Stephani-Kirche (Aschersleben)

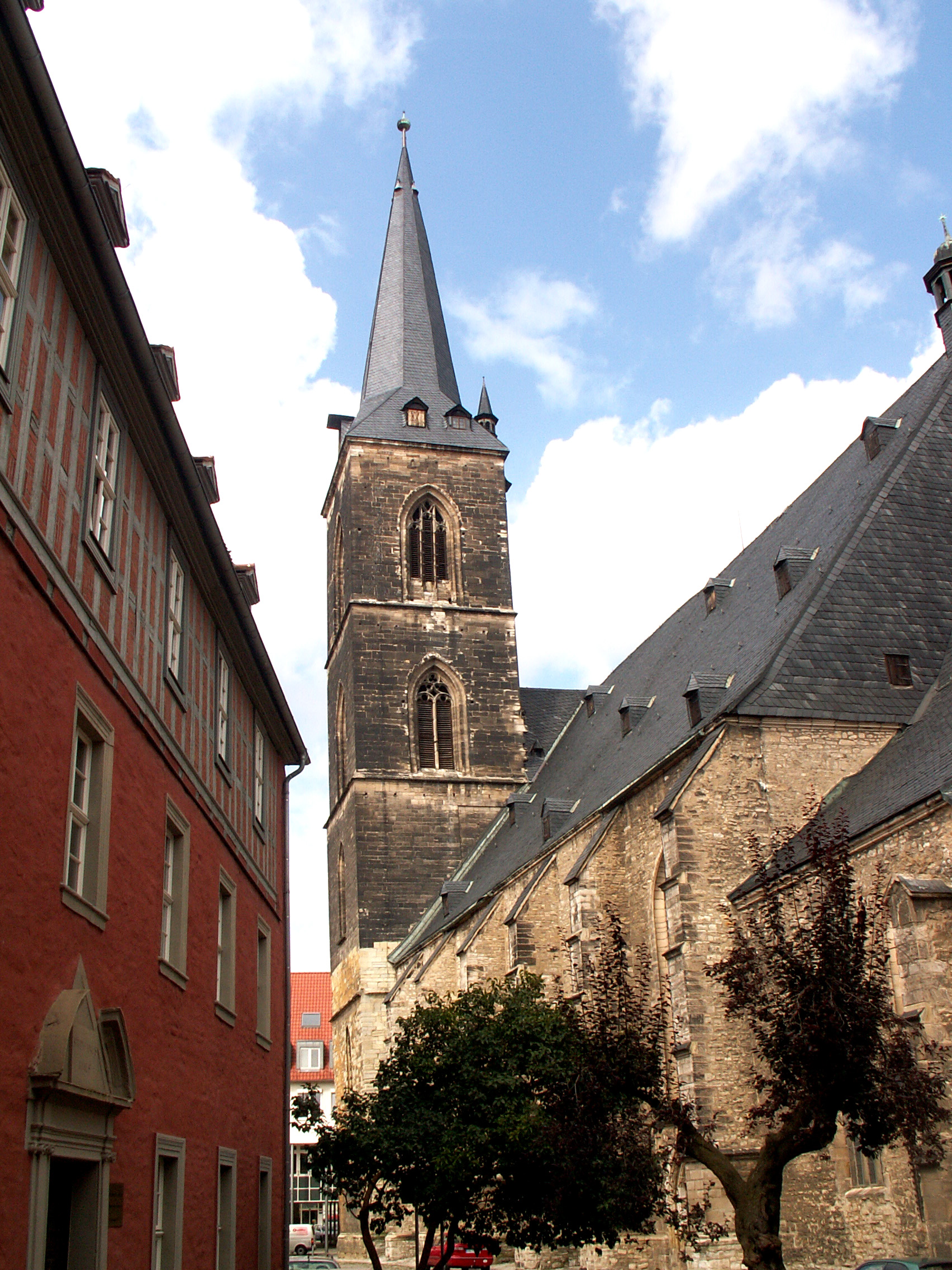
St.-Stephani-Kirche in Aschersleben

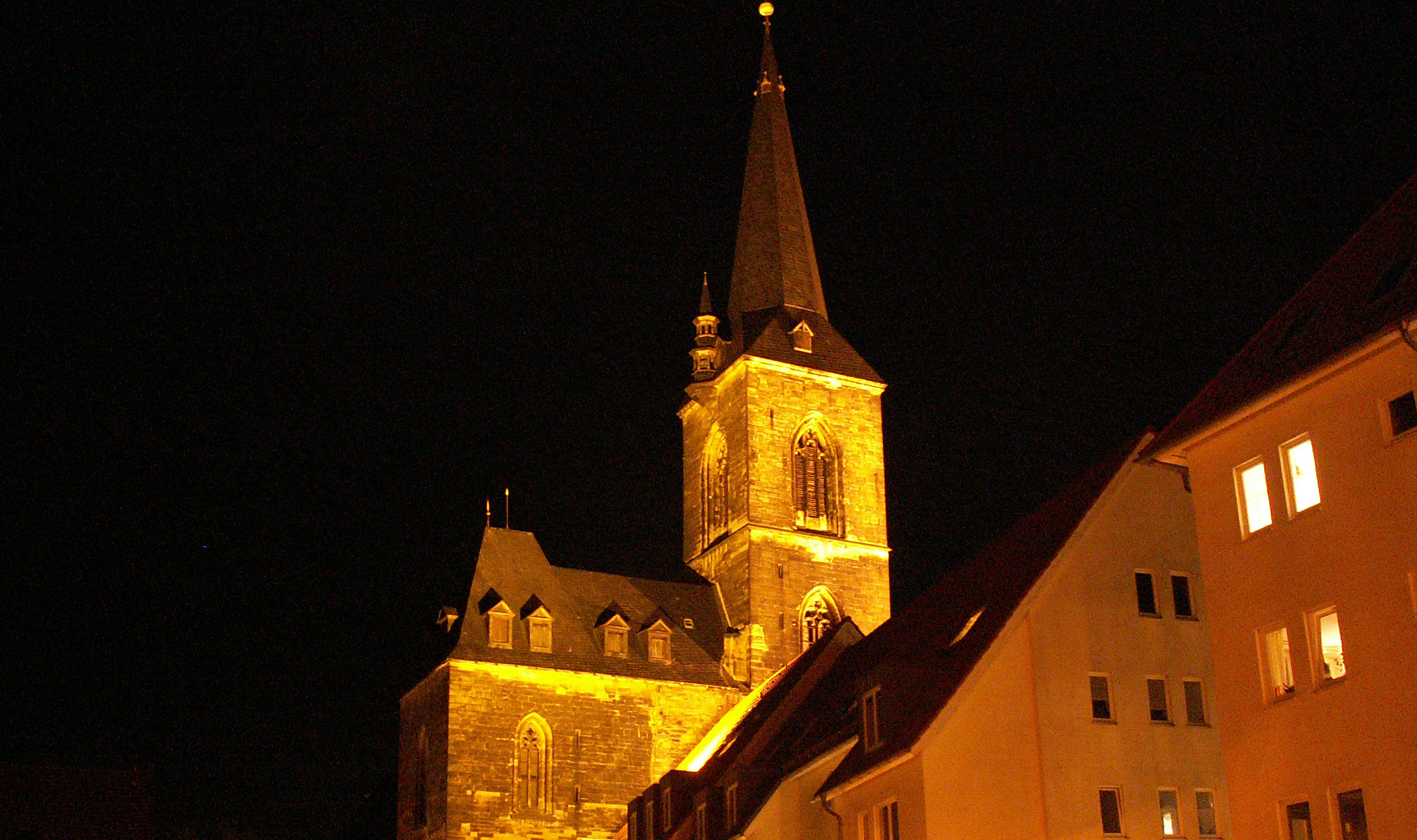
St. Stephani bei Nacht

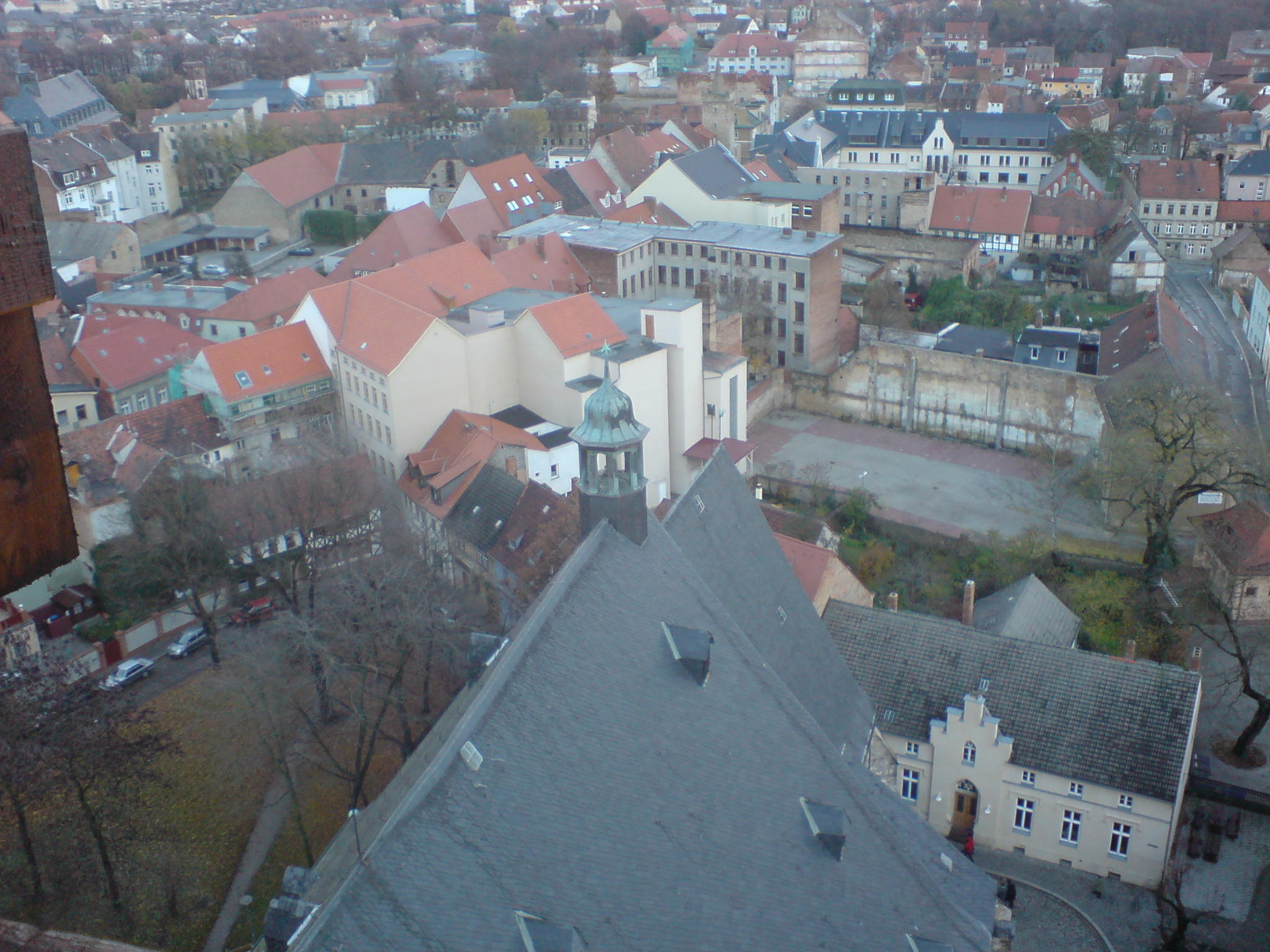
Blick vom Turm nach Osten über die Stadt

Die St.-Stephani-Kirche in Aschersleben wurde von 1406 bis 1507 erbaut und ist eine gotische Hallenkirche. Sie gehört heute mit der St.-Margarethen-Kirche und der St.-Johannis-Kirche zum Evangelischen Kirchspiel Aschersleben.
Die St.-Stephani-Kirche ist die größte Stadtkirche in Sachsen-Anhalt und kann besichtigt werden.

## Baugeschichte
Die St.-Stephani-Kirche ist der Nachfolgerbau für eine kleinere romanische Basilika, die an gleicher Stelle wie die heutige Kirche stand. Den Bau der Kirche begann man gegen Ende des 14. Jahrhunderts mit den Abbrucharbeiten der Türme der romanischen Basilika. Im Jahre 1406 baute man dann das jetzige Turmwerk, was man noch heute über dem Westportal der Kirche ablesen kann. Im gleichen Zuge begann man mit dem Bau des hohen Chores. Man verwendete im unteren Bereich des Turmes einen Teil des Materials der Türme der alten Kirche. Das Turmwerk baute man bis zur ersten Etage und ließ es dann für etwa 30 Jahre stehen. Während dieser Zeit trat eine Setzung des sandigen Baugrundes unter dem Turmwerk ein, was während der gesamten Bauphase der Türme zu Problemen führte, und schließlich sogar eine Änderung der Baupläne für das Turmwerk zur Folge hatte. Nach Fertigstellung des Südturmes (Höhe zirka 82 Meter) gab man den Gedanken auf, den Nordturm zu vollenden. Man vermauerte auch das schon geplante runde Schmuckfenster in der Turmfront.
Mit dem Bau des Kirchenschiffes wurde erst 1480 begonnen.
Man baute die große gotische Kirche sozusagen um die kleinere romanische Basilika herum und riss diese im Verlauf der Bauarbeiten Stück für Stück ab. Heute steht auch der südliche Turm in einer gewissen Neige. Regelmäßig wird überprüft, ob sich der Turm weiter neigt.

## Zeittafel
| 1406    | Baubeginn der gotischen Türme |
| 1437    | Guss der Abendglocke |
| 1469    | Vollendung der Türme |
| 1475    | Erster Blitzeinschlag in den Südturm |
| 1480    | Baubeginn des gotischen Langhauses und Abriss des romanischen Kirchenschiffes                                                                                   |
| 1492    | Fertigstellung der Mauern des gotischen Kirchenschiffes |
| 1494    | Die große Uhrglocke wird gegossen und das Dachstuhlholz wird auf der Elbe nach Aken geflößt                                                                     |
| 1506    | Das Uhrwerk wird im Südturm installiert |
| 1507    | Kirchliche Weihe nach über 100 Jahren Bauzeit |
| 1575    | Guss der Kammerglocke durch Eckhart Kucher |
| 1826    | Die alte Brautglocke zeigt einen Riss |
| 1839    | Guss der neuen Brautglocke |
| 1862    | Kirche und Turm erhalten Blitzableiter |
| 1925    | Guss der Lutherglocke |
| 1940    | Von den 10 Glocken müssen 7 für Rüstungszwecke abgeliefert werden                                                                                               |
| 1950    | Im Frühjahr kehren alle 7 Glocken aus Hamburg nach Aschersleben zurück, werden wieder im Südturm aufgehängt und zu Himmelfahrt feierlich in den Dienst genommen |
| 1957/58 | Läutemaschinen werden eingebaut |
| 2001    | Der Turmkopf wird komplett saniert und die Turmbekrönung heruntergenommen und geöffnet                                                                          |

## Ausstattung

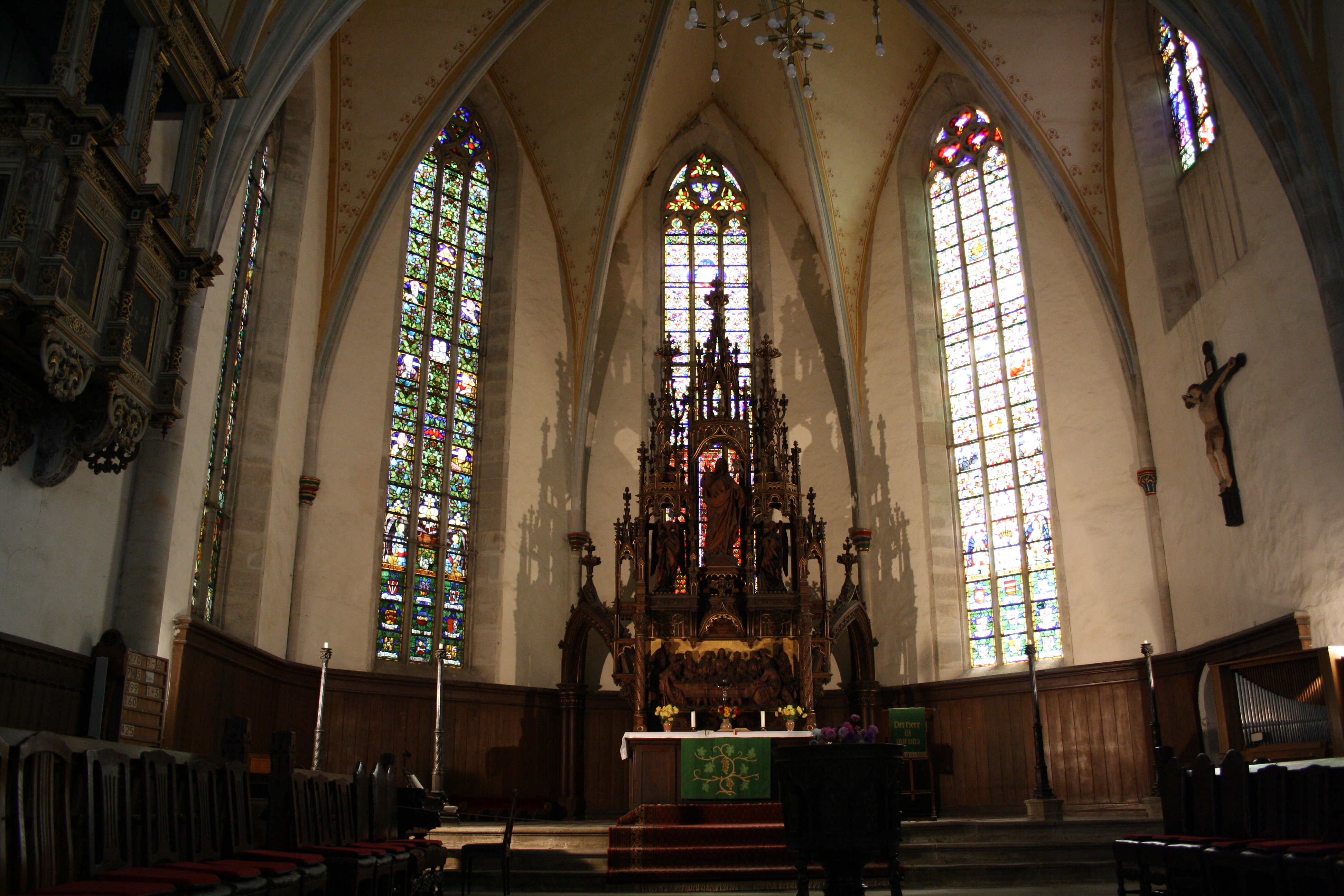
Altar der Stephanikirche im östlichen Teil der Kirche

Die St.-Stephani-Kirche besitzt eine reiche Innenausstattung. So beherbergt sie Bilder aus der Cranach-Schule in Wittenberg und verschiedene andere Gemälde und Epitele. Im Zentrum des Hohen Chores befindet sich das alte Bronzetaufbecken aus dem 14. Jahrhundert.
Im Kirchenschiff befindet sich noch die alte Barockkanzel aus dem 17. Jahrhundert. Der von dem Kaiserlichen Kommerzienrat und Großgetreidehändler Gustav Ramdohr gestiftete Hochaltar mit Goldinschrift des Stifters seitlich, die Kanzel im Übergangsbereich von Hohen Chor und Schiff sowie das restliche Gestühl stammen aus der Zeit von 1905/06.

### Röver-Orgel
Die Kirche beherbergt weiterhin eine Röver-Orgel aus dem Jahr 1907, welche die alte, 1655 bis 1657 von Georg Nothnagel gebaute und 1712 von dem Orgelmacher Christoph Concius (Wernigerode) überholte Orgel ersetzte. 1907 wurde der Prospekt der Vorgängerorgel von 1855 übernommen und erweitert.
Die Orgel wurde dann von 1940 bis 1944 von der Firma Palandt & Sohnle (Hildesheim) mit neuen Pfeifen ausgestattet. Das Instrument hat heute 51 Register (ca. 3.500 Pfeifen) auf drei Manualen und Pedal. Die Spiel- und Registertrakturen sind pneumatisch.
| I Hauptwerk C–f3 |                |        |
| 1.               | Bordun         | 16′    |
| 2.               | Prinzipal      | 8′     |
| 3.               | Quintadena     | 8′     |
| 4.               | Gemshorn       | 8′     |
| 5.               | Nasat          | 5 1⁄3′ |
| 6.               | Oktave         | 4′     |
| 7.               | Gedecktflöte   | 4′     |
| 8.               | Gambe          | 4′     |
| 9.               | Oktave         | 2′     |
| 10.              | Blockflöte     | 2′     |
| 11.              | Nachthorn      | 1 ⁄3′  |
| 12.              | Sesquialter II |        |
| 13.              | Mixtur IV–VI   |        |
| 14.              | Trompete       | 8′     |
| 15.              | Trompete       | 4′     |

| II Oberwerk C–f3 |             |        |
| 16.              | Salizet     | 16′    |
| 17.              | Principal   | 8′     |
| 18.              | Gedeckt     | 8′     |
| 19.              | Holzflöte   | 8′     |
| 20.              | Octave      | 4′     |
| 21.              | Flöte       | 4′     |
| 22.              | Zartgeige   | 4′     |
| 23.              | Oktave      | 2′     |
| 24.              | Waldflöte   | 2′     |
| 25.              | Glockenterz | 1 3⁄5′ |
| 26.              | Scharff V   |        |
| 27.              | Rankett     | 16′    |
| 28.              | Schalmei    | 8′     |

| III Schwellwerk C–f3 |            |       |
| 29.                  | Gedeckt    | 16′   |
| 30.                  | Prinzipal  | 8′    |
| 31.                  | Gedeckt    | 8′    |
| 32.                  | Salizional | 8′    |
| 33.                  | Oktave     | 4′    |
| 34.                  | Rohrflöte  | 4′    |
| 35.                  | Nasat      | 2 ⁄3′ |
| 36.                  | Schwiegel  | 2′    |
| 37.                  | Quinte     | 1 ⁄3′ |
| 38.                  | Sifflöte   | 1′    |
| 39.                  | Tertian II |       |
| 40.                  | Vox humana | 8′    |
|                      | Tremulant  |       |

| Pedal C–f1 |               |       |
| 41.        | Prinzipalbass | 16′   |
| 42.        | Subbass       | 16′   |
| 43.        | Oktavbass     | 8′    |
| 44.        | Gedecktbass   | 8′    |
| 45.        | Oktave        | 4′    |
| 46.        | Quinte        | 2 ⁄3′ |
| 47.        | Flöte         | 2′    |
| 48.        | Mixtur II–VI  |       |
| 49.        | Posaune       | 16′   |
| 50.        | Trompete      | 8′    |
| 51.        | Klarine       | 4′    |

- Koppeln
  - Normalkoppeln: II/I, III/I, III/II, I/P, II/P, III/P
  - Superoktavkoppel: II/I
  - Suboktavkoppeln: II/I, III/II

### Orgelprospekt
Um die Orgel herum wurden 1907 auch wieder die insgesamt 26 Ölgemälde von einstigen Mitgliedern des Ascherslebener Magistrats aufgehängt. Diese wurden in den Jahren um 1660 zum Gedenken an die „vorzügliche Leitung der Stadt“ während des Dreißigjährigen Kriegs vom Maler Wulf Ernst Lindemeyer (* 1601; † um 1663) aus Halberstadt angefertigt und ursprünglich alle im Jahre 1663 angebracht. Sie zeigen:
- drei Bürgermeister: Ascan Pflaume, Daniel Lindau, Joh. Hertzog
- drei Stadtvögte: Daniel Hauenschild, Valentin Zwanzig, Joh. Roloff
- zwei Schultheißen: Gottfried Herwig und Andreas Müller (der 3. war Valentin Drosihn)
- zwei Oberreitherren: Johann Müller und Johann Wolff (der 3. Erasmus Beyse war kurz zuvor gestorben)
- zwei Oberkämmerer: David Beyse und Daniel Pfeiffer (der 3. fehlt)
- drei Kämmerer: Valentin Lamprecht, Theodor Herzog, Balthasar Büssdorf
- drei Reitherrn: Andreas Gräffenstein, Busse Maschau, Caspar Niethard
- drei Oberbauherrn: David Waldmann, Michael Heise, Caspar Heyberg
- drei Weinherrn: Asmus Pflaume, Valentin Lamprecht II, Hennig Müller, und
- zwei Bauherrn: Joachim Ramdohr und Burchard Hecht (der 3. fehlt).

Einer der Ratsherren wollte sich nicht malen lassen, nämlich der Schultheiß Valentin Drosihn, weil er sich, wie es heißt, seiner großen Nase schämte.

### Glocken

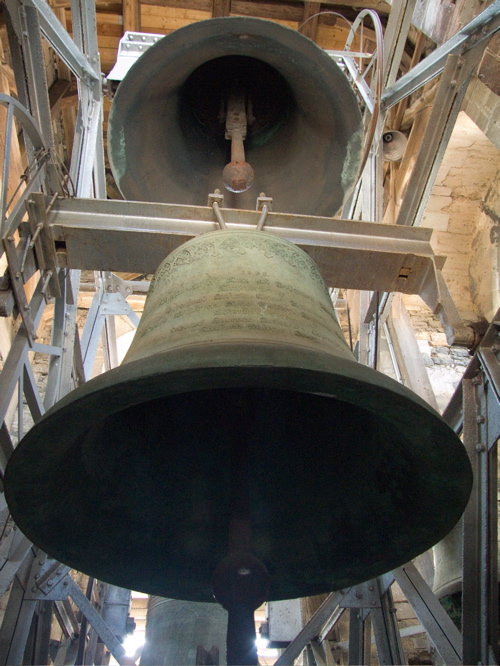
Glocke 2 – Sonntagsglocke (o.) und Glocke 3 – Lutherglocke

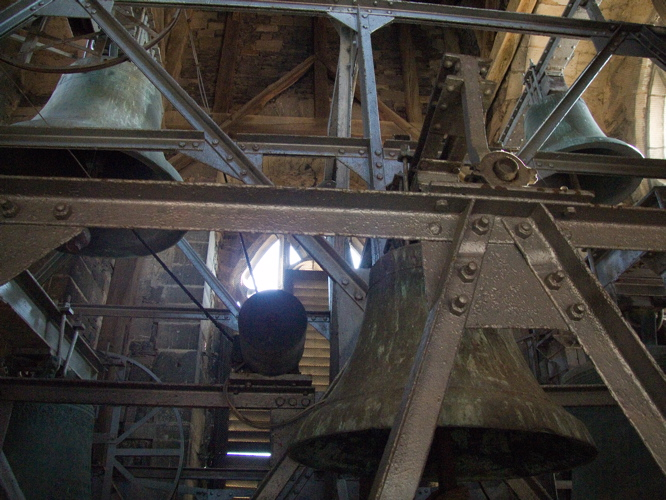
Glockenstuhl

Die Kirche besitzt heute insgesamt zehn Glocken, wobei sich sechs in der Glockenstube befinden, von denen fünf elektrisch geläutet werden. Zwei weitere Glocken befinden sich in einem Erker an der Nordseite des Turmes. Hierbei handelt es sich um die Glocken des Schlagwerks, das außer Betrieb ist. Im südlichen Teil des Kirchenschiffes befindet sich ein kleiner Glockenstuhl mit zwei Glocken, die aus dem Dachreiter über dem Hohen Chor stammen. Bei diesen Glocken handelt es sich um die Tauf- und Hospitalsglocke. 
Die Lutherglocke von 1925 stammt aus der Erfurter Thomaskirche. Die Magdeburger Domgemeinde kaufte sie 1957, um ihre wertvollen historischen Glocken zu entlasten. Jedoch waren die an den alten Domglocken vorgenommenen Klangmessungen fehlerhaft, so dass die Lutherglocke klanglich nicht dazu passte und nach fast 25 Jahren Lagerung bei Schilling in Apolda 1981 von der Stephanigemeinde erworben wurde.
Das Geläut befindet sich in einem technisch mangelhaften Zustand (unter anderem sind die gekröpften Stahljoche der Klangentfaltung sehr hinderlich), dem eine Generalüberholung bevorstehen wird.
| Nr. | Name                    | Gussjahr      | Gießer, Gussort           | Durchmesser (mm) | Masse (kg) | Schlagton (HT-1/16) |
| --- | ----------------------- | ------------- | ------------------------- | ---------------- | ---------- | ------------------- |
| 1   | Kammerglocke            | 1575          | Eckhart Kucher, Magdeburg | 1830             | 3710       | b0 −4,5             |
| 2   | Sonntagsglocke          | 1331          | unbekannt                 | 1600             | 2400       | c1 0+4              |
| 3   | Lutherglocke            | 1925          | Schilling, Apolda         | 1300             | 1332       | es1 −2              |
| 4   | Abendglocke             | 1437          | vermutlich Joh. Floris    | 1120             | 0879       | g1 0+2              |
| 5   | Ave-Maria-Glocke        | 2. H. 13. Jh. | unbekannt                 | 0920             | 0355       | as1 −6              |
| 6   | Kleine Glocke           | 2. H. 13. Jh. | unbekannt                 | 0830             | 0342       | b1 0+3              |
| I   | Stundenschlag-Glocke    | 1494(?)       | unbekannt                 | 1170             | 0776       | e1 0−7              |
| II  | Viertelschlag-Glocke    | 13. Jh.       | unbekannt                 | 0630             | 0276       | g2 0−6              |
| III | Dachreiter-, Taufglocke | 14. Jh.       | unbekannt                 | 0330             | 0040       | ~es3                |
| IV  | Haus-, Hospitalsglocke  | 14. Jh.       | unbekannt                 | 0230             | 0025       | ~b3                 |

## Bilder

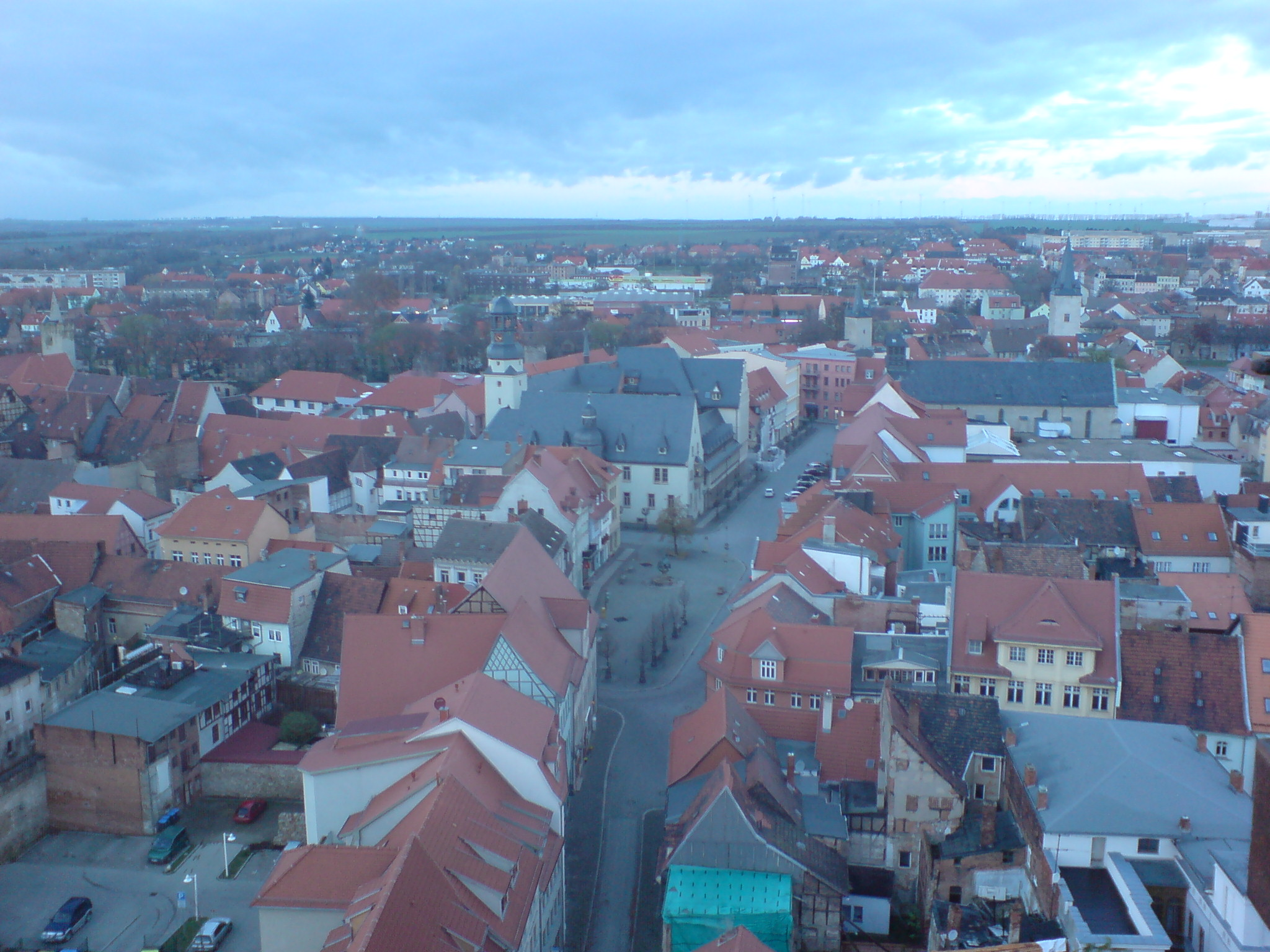
Blick vom Turm der St. Stephanikirche nach Norden, auf den Marktplatz mit Hennebrunnen und Rathaus
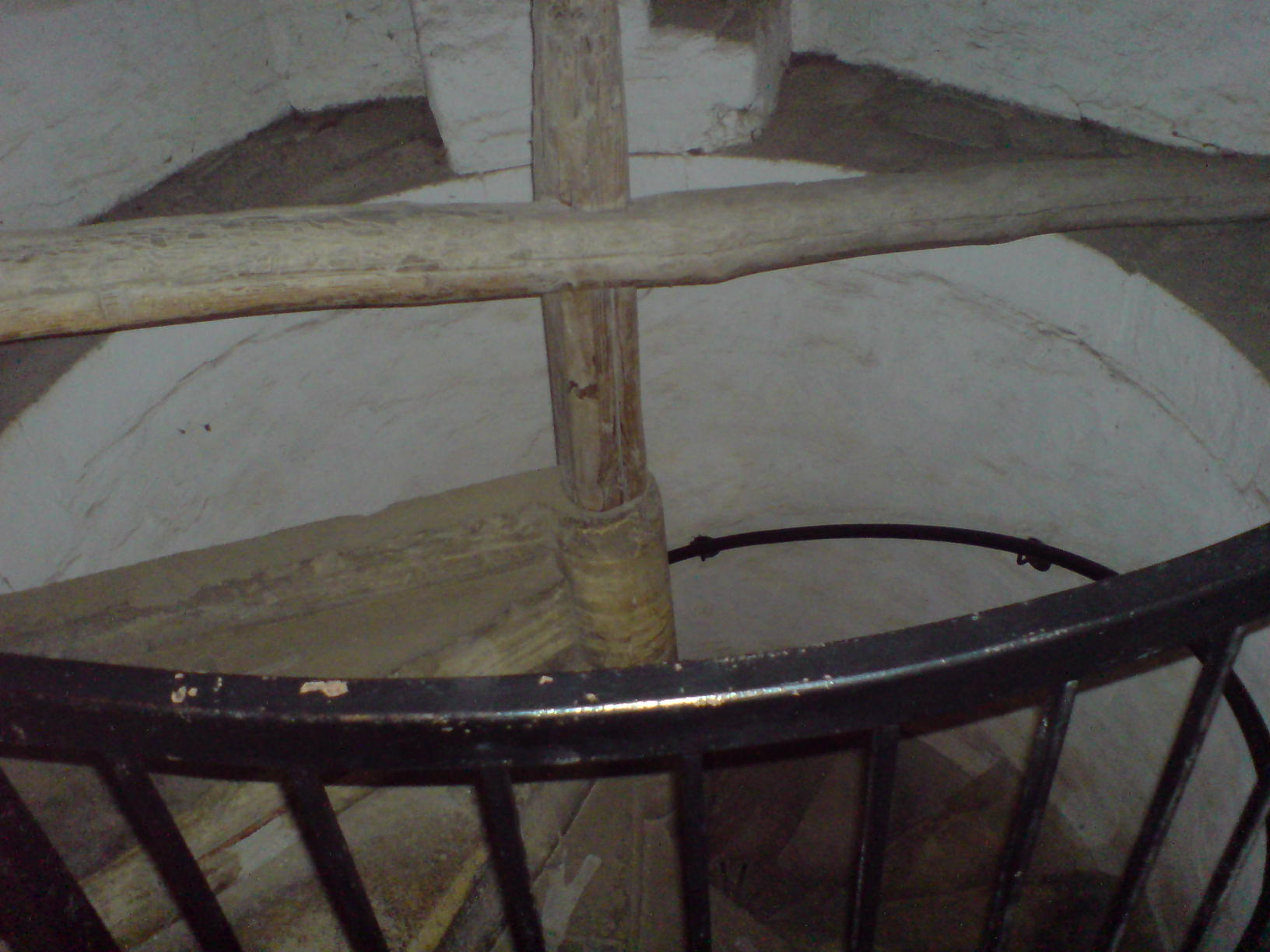
Treppenaufgang im Nordturm
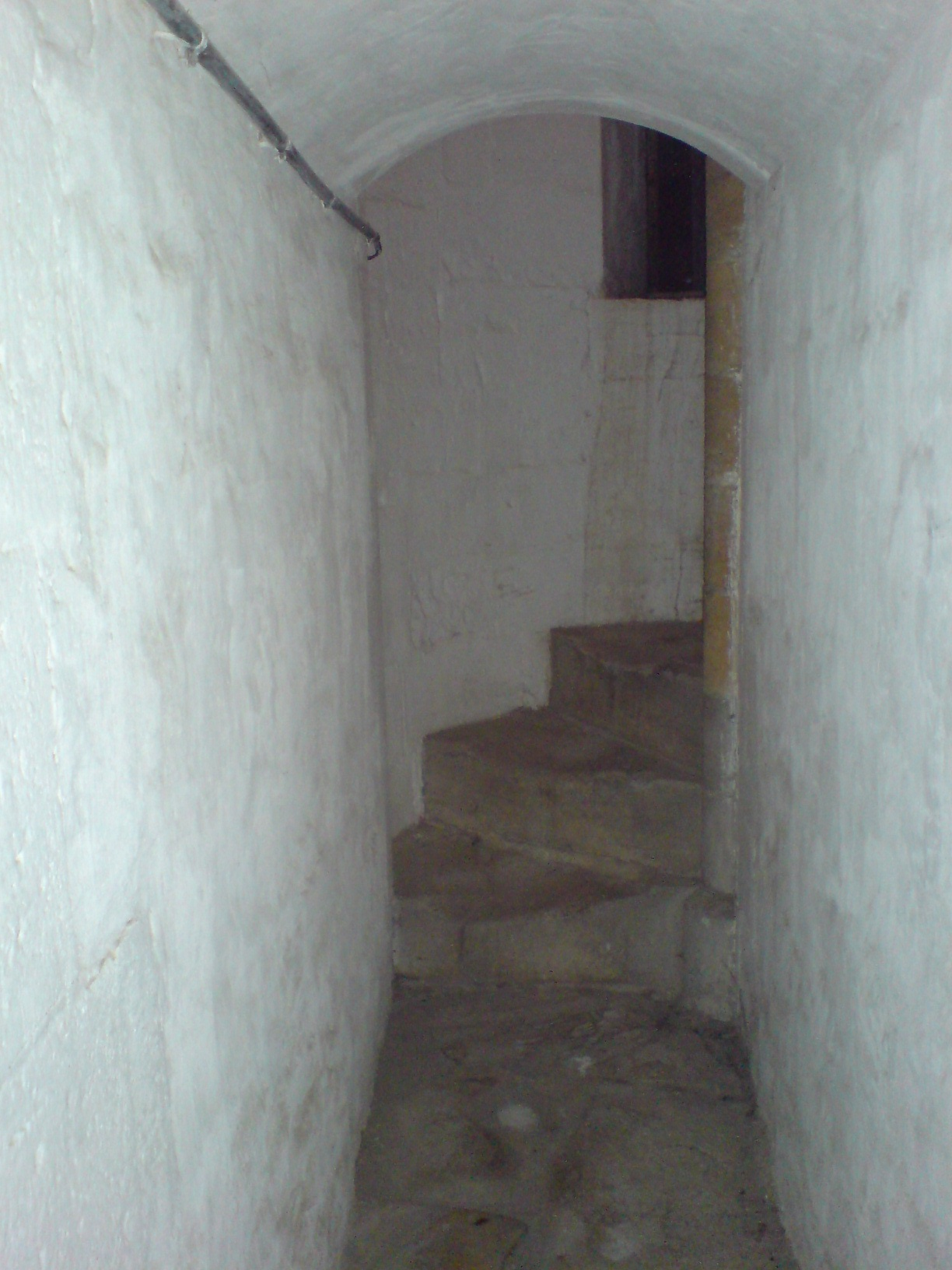
Treppenaufgang
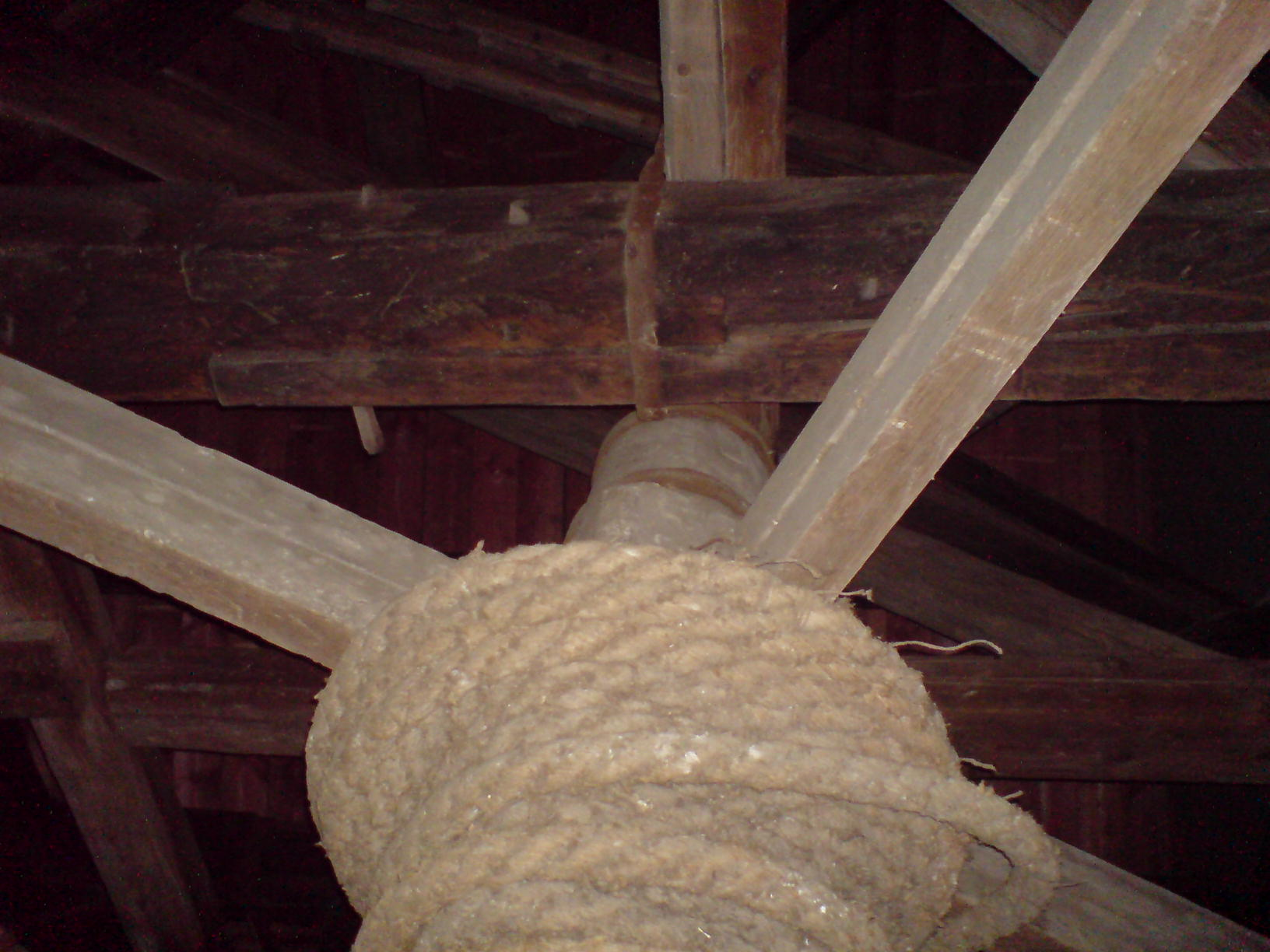
Flaschenzug-Rad in der Turmhaube des Südturmes (Durchmesser ~3 m)